# Emerson Orlando de Melo
Emerson Orlando de Melo (2 de marzo de 1973) es un exfutbolista brasileño que se desempeñaba como defensa.
Jugó para clubes como el Bahia, Vitória, Grêmio, Guarani, Tokyo Verdy, Brasiliense y Ituano.

## Trayectoria

### Clubes
| Club                  | País        | Año         |
| --------------------- | ----------- | ----------- |
| Bahia                 | Brasil      | 1986 - 1994 |
| Vitória               | Brasil      | 1995 - 1998 |
| União Barbarense      | Brasil      | 1998 - 1999 |
| Grêmio                | Brasil      | 1999        |
| Guarani               | Brasil      | 2000        |
| União Barbarense      | Brasil      | 2001        |
| Tokyo Verdy           | Japón       | 2001        |
| Brasiliense           | Brasil      | 2002        |
| União Barbarense      | Brasil      | 2002        |
| Ituano                | Brasil      | 2004        |
| América               | Brasil      | 2005        |
| Puerto Rico Islanders | Puerto Rico | 2005        |
| Internacional         | Brasil      | 2005        |